# بلقاء ثنائية التحدب
بلقاء ثنائية التحدب (الاسم العلمي:Melaleuca biconvexa) هو نوع من النباتات يتبع جنس البلقاء من فصيلة الآسية.

## معرض صور

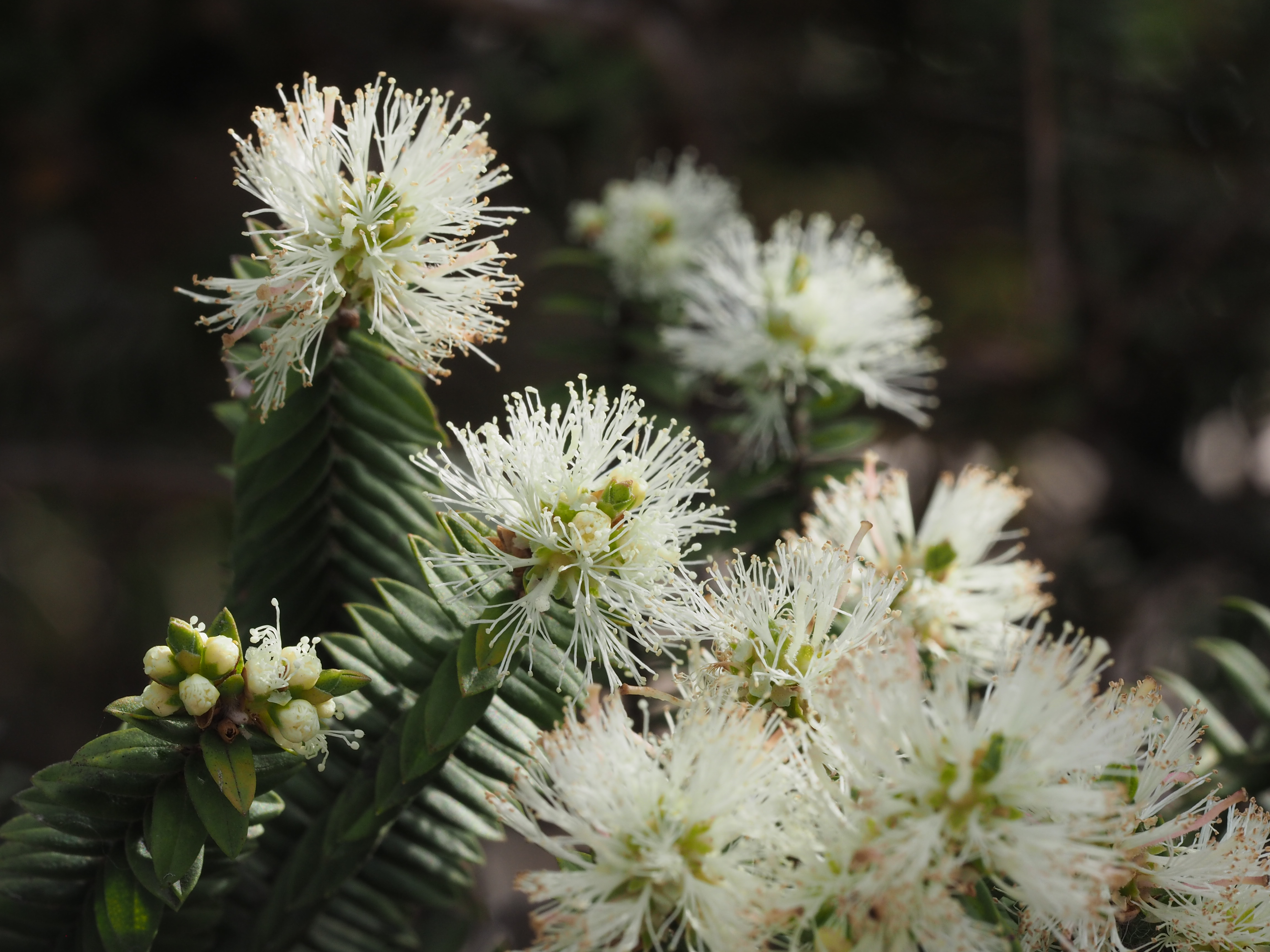
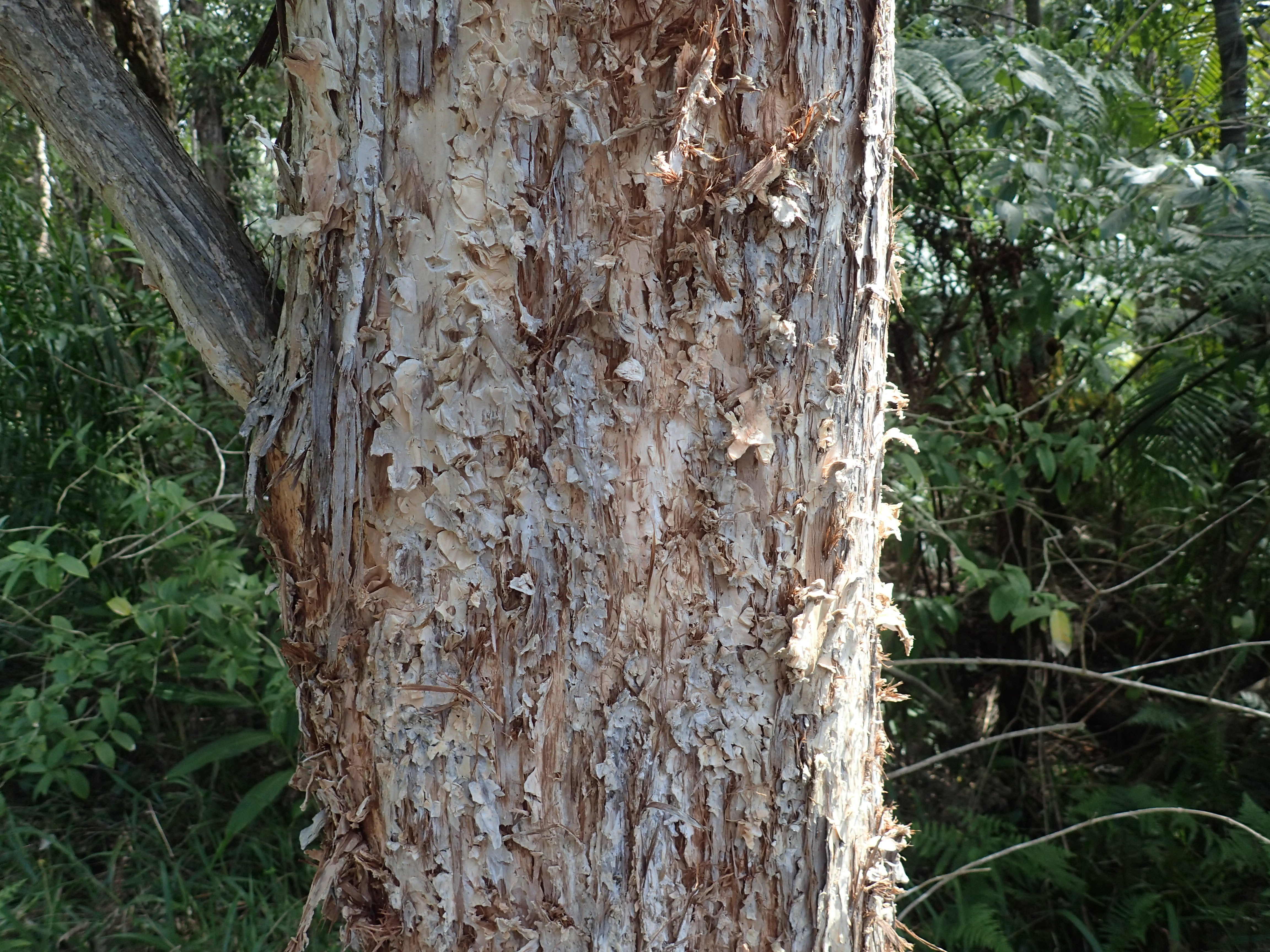
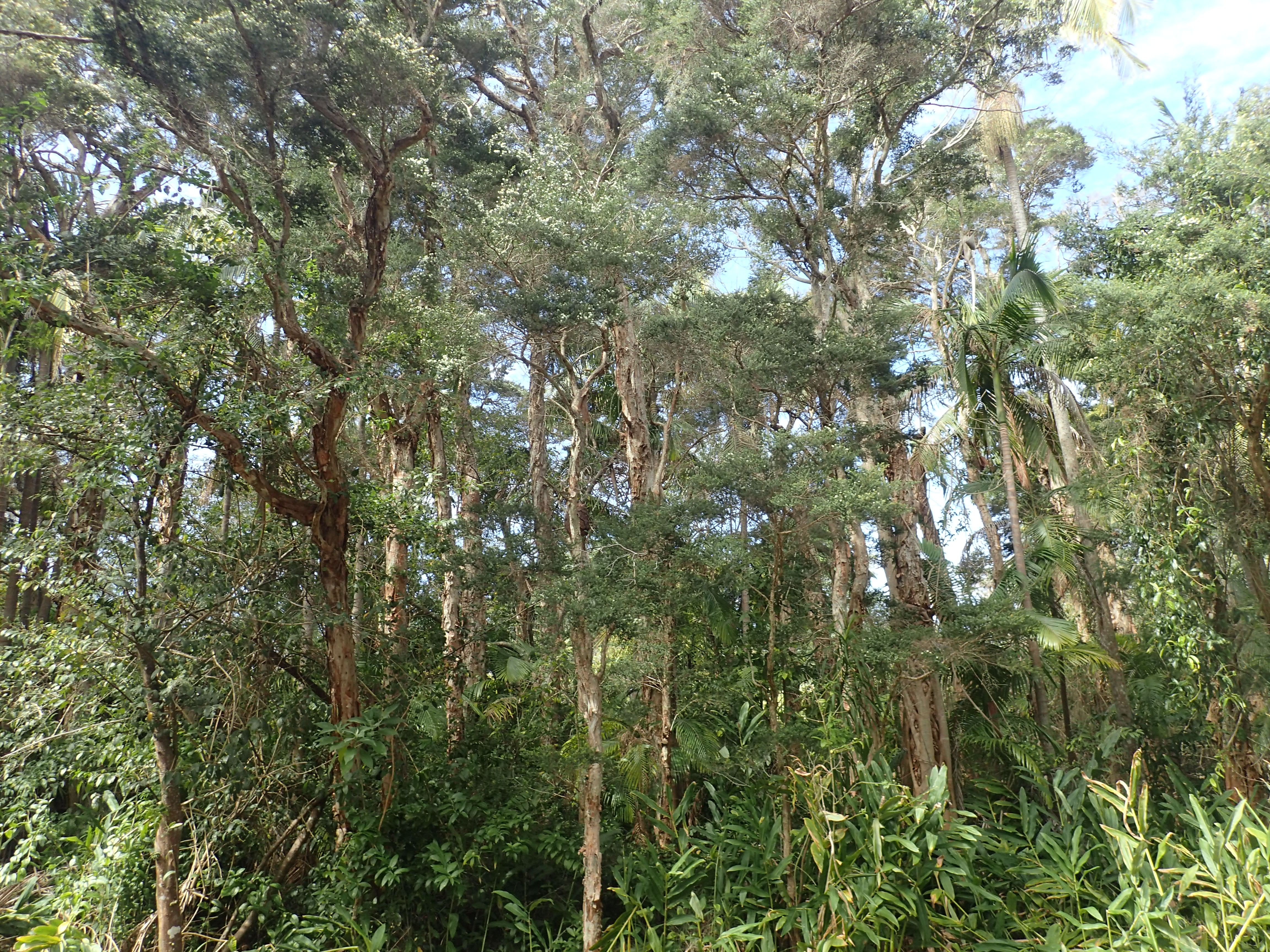